# مایکل دلگادو
مایکل دلگادو (به پرتغالی برزیل: Michael Richard Delgado de Oliveira) (زاده ۱۲ مارس ۱۹۹۶) که با نام میشل شناخته میشود، بازیکن فوتبال اهل برزیل است که در پست مهاجم برای باشگاه فوتبال فلامینگو  بازی میکند.

## افتخارات

### باشگاهی

#### فلامینگو
- رکوپا سودامریکانا:۲۰۲۰[۲]
- سری آ برزیل:۲۰۲۰
- سوپر جام برزیل:۲۰۲۰، ۲۰۲۱[۳]
- قهرمانی کاریوکا:۲۰۲۰، ۲۰۲۱

#### الهلال
- لیگ حرفه ای عربستان:۲۰۲۱-۲۰۲۲
- جام پادشاهی عربستان:۲۰۲۲-۲۰۲۳